# Ковиль
Кови́ль (фр. Cauville) — коммуна во Франции, находится в регионе Нижняя Нормандия. Департамент коммуны — Кальвадос. Входит в состав кантона Тюри-Аркур. Округ коммуны — Кан.
Код INSEE коммуны — 14146.

## Население
Население коммуны на 2010 год составляло 148 человек.
| 1962 | 1968 | 1975 | 1982 | 1990 | 1999 | 2010 |
| ---- | ---- | ---- | ---- | ---- | ---- | ---- |
| 201  | 186  | 170  | 131  | 117  | 126  | 148  |

## Экономика
В 2010 году среди 85 человек трудоспособного возраста (15—64 лет) 70 были экономически активными, 15 — неактивными (показатель активности — 82,4 %, в 1999 году было 65,8 %). Из 70 активных жителей работали 61 человек (32 мужчины и 29 женщин), безработных было 9 (3 мужчин и 6 женщин). Среди 15 неактивных 8 человек были учениками или студентами, 4 — пенсионерами, 3 были неактивными по другим причинам.